# Xenothallus vulcanicola
Xenothallus vulcanicola är en bladmossart som beskrevs av Rudolf Mathias Schuster. Xenothallus vulcanicola ingår i släktet Xenothallus och familjen Pallaviciniaceae. Inga underarter finns listade i Catalogue of Life.